# جراردو رومرو
جراردو رومرو (انگلیسی: Gerardo Romero؛ زادهٔ ۱۹۰۶) یک بازیکن فوتبال اهل پاراگوئه است.
وی همچنین در تیم ملی فوتبال پاراگوئه بازی کرده‌است.